# Tiffany Dodds
Tiffany Dodds (ur. 21 stycznia 1986 w Winnipeg) – kanadyjska siatkarka grająca jako atakująca. 
Obecnie występuje rosyjskiej Superlidze, w drużynie Dinamo Moskwa.